# Haus Pfotenhauer
Das Haus Pfotenhauer in der Nieder-Ramstädter Straße 190 ist ein Bauwerk in Darmstadt.

## Geschichte und Beschreibung
Das Haus Pfotenhauer wurde im Jahre 1923 nach Plänen des Architekten Eugen Seibert erbaut.
Stilistisch ist das Haus eine Mischung aus dem Traditionalismus im Villenbau der Jahrhundertwende und dem Historismus der späten Gründerzeit.
Die zweigeschossige Villa besitzt ein biberschwanzgedecktes Mansarddach und eine symmetrische verputzte Fassade.
Ungewöhnliche Details sind die Säulen, die Balkonbrüstung, die Fenstersprossen und das Eingangstor.
Zurzeit beherbergt die Villa das Internationale Musikinstitut Darmstadt.

## Denkmalschutz
Aus architektonischen, baukünstlerischen und stadtgeschichtlichen Gründen steht das Haus Pfotenhauer unter Denkmalschutz.